# 2056 Ненсі
2056 Ненсі (2056 Nancy) — астероїд головного поясу, відкритий 15 жовтня 1909 року.
Тіссеранів параметр щодо Юпітера — 3,636.